# تله‌فیلم

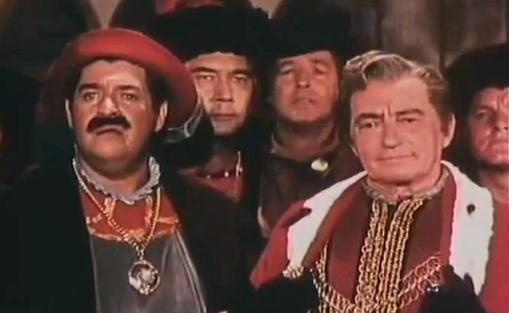
استنلی آدامز (چپ) و کلود رینس در یک فیلم تلویزیونی موزیکال، ۱۹۵۷

تِله‌فیلم (به انگلیسی: telefilm) یا فیلم تلویزیونی (به انگلیسی: television film) به فیلمی گفته می‌شود که به‌طور اختصاصی برای شبکه‌های تلویزیونی ساخته می‌شود. تله فیلم واژه ترکیبی است که از تله (تلویزیون) و فیلم (فیلم سینمایی) می‌آید. آنچه در تله‌فیلم مهم است فرم، زبان و نحوه روایت فیلم تلویزیونی است نه نوع دوربین آن. تاریخچه تله فیلم در اروپا و آمریکا به سالهای میانی دهه ۱۹۸۰ بر می‌گردد. زمانی که شیوه تولید فیلم سینمایی و تلویزیونی تغییر کرد و استودیوهای بزرگِ فیلمسازی جای خود را به استودیوهای کوچک و گروه‌های مستقل دادند. گاهی فیلم‌های تلویزیونی بر اساس تئاترهای موفق ساخته می‌شود. همچنین فیلم‌های تلویزیونی معمولاً در شبکه‌های بزرگ به صورت زمان‌بندی شده پخش می‌شوند. کشور کانادا یکی از سردمداران تولید تله‌فیلم در دنیا می‌باشد.

## زمان
زمان مهم‌ترین عنصر در نمایش فیلم‌های تلویزیونی است. گاهی از فیلم‌های سریالی بلندمدت به عنوان زیربنای فیلم‌های سینمایی استفاده می‌شود.

## نمونه‌های قابل توجه
پربیننده‌ترین فیلم تلویزیونی تمام دوران، فیلم روز بعد (انگلیسی: The Day After) از شبکه ای‌بی‌سی بود که در ۲۰ نوامبر ۱۹۸۳ برای حدود ۱۰۰ میلیون تماشاگر نمایش داده شد. این فیلم آمریکا را پس از جنگ هسته‌ای با اتحاد جماهیر شوروی به تصویر می‌کشید و در زمان اکران، به دلیل ماهیت گرافیکی و موضوع، مورد بحث‌های بسیاری قرار گرفت.